# Amazonas 1
El Amazonas 1 o Hispasat 55W-1 era un satélite de comunicaciones de Hispasat. Fue puesto en órbita el 5 de agosto de 2004. Con una masa de 4,5 toneladas, el satélite Amazonas 1, basado en la plataforma estabilizada en tres ejes Eurostar 3000s de Astrium, estaba equipado con un total de 63 transpondedores equivalentes, de los cuales 36 operaban en banda Ku y 27 en banda C. 
Era uno de los satélites más grandes y con mayor número de transpondedores de Iberoamérica. 
El satélite Amazonas 1 destacó por la capacidad de ofrecer dentro y fuera de Brasil servicios de comunicaciones tanto en banda C como en banda Ku. En Iberoamérica la banda Ku se circunscribe en la actualidad básicamente a la prestación de servicios de distribución y difusión de televisión (DTH). Su utilización en servicios empresariales y en banda ancha supone un salto cualitativo y tecnológico muy importante en las comunicaciones satelitales del continente. 
El Amazonas 1 además incorporaba los últimos avances tecnológicos, probados en vuelo, en el área de antenas, repetidores y plataforma. En 2013 fue reemplazado por Amazonas 3 por fallas en sus baterías pero fue re-posicionado en la órbita 36° Oeste.
Finalmente el satélite se trasladó a la órbita cementerio y fue desactivado el 23 de junio de 2017.

## Cobertura
El satélite Amazonas 1 tiene dos coberturas:
- Cobertura de Banda Ku, la cual se divide en:
  - Cobertura de Europa
  - Cobertura de Norteamérica
  - Cobertura de Sudamérica
  - Cobertura de Brasil

- Cobertura de Banda C, la cual cubre toda América.

## Características técnicas

### Plataforma
- Tipo: Eurostar 3000s
- Fabricante: Astrium
- Dimensiones: Altura: 5,88 m; Longitud:2,4 m; Anchura: 2,9 m
- Potencia amplificadores: 50 W (Banda C); 100 W (Banda KU)
- Longitud: 36,10 m
- Masa: 4.605 kg (seca 2.135 kg)
- Potencia eléctrica: 7000 W CC
- Tiempo de Vida: 15 años

### Carga útil
- Nº de transpondedores: Físicos: 51 (32 banda Ku, 19 banda C); equivalente de 36 MHz: 63 (36 banda Ku, 27 banda C)
- Polarización: Horizontal y Vertical
- Frecuencias: Banda C y Banda Ku
- Capacidad de carga: 7,5 kW DC
- Máxima PIRE: 52 dBW (Brasil)
- Procesado a bordo: Sistema Amerhis
- Nº de antenas: 5